# Orazio De Ferrari

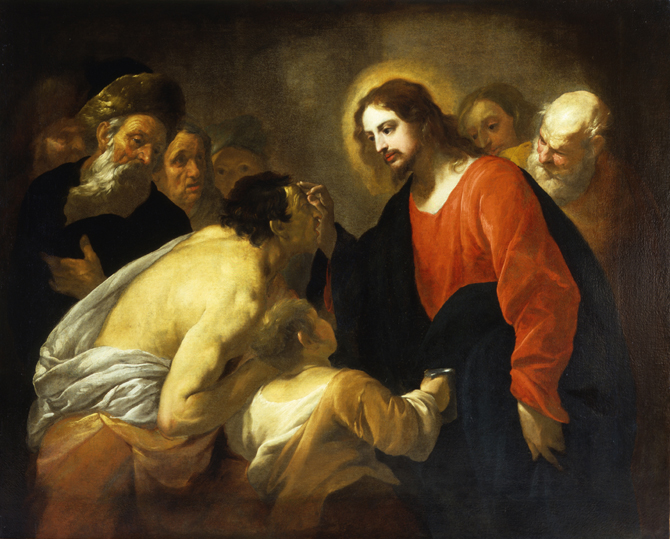
Jesus heilt einen Blindgeborenen, Kunstsammlung der Banca Carige, Genua

Orazio De Ferrari (getauft am 22. August 1606 in Voltri; gest. 1657 in Genua) war ein italienischer Maler des Frühbarock, der vor allem in Genua und Ligurien tätig war.

## Leben
Er war ein Sohn von Andrea (De ?) Ferrari und dessen Ehefrau Martetta. Seine Ausbildung machte Orazio bei Giovanni Andrea Ansaldo, der ihn sehr gemocht haben soll, und dessen Nichte Giorgetta Ansaldo er am 15. Dezember 1631 heiratete.
Im April 1634 übersiedelte De Ferrari mit seiner Frau nach Genua, wo er den Rest seines Lebens verbrachte und zunächst an der Piazza dei Luxoro wohnte; wahrscheinlich führte er von da an auch eine eigene Werkstatt. Das Ehepaar hatte mindestens 7 Kinder miteinander, von denen der Sohn Andrea (Oktober 1634–1657) ebenfalls großes Talent zur Malerei gehabt haben soll.
In seinen frühen Werken zeigte sich Orazio De Ferrari noch von seinem Lehrer Ansaldo und von Rubens beeinflusst, von dem er einige Werke in Genua sehen konnte. Dieser frühen Phase wird unter anderem De Ferraris Mystische Hochzeit der hl. Katharina in der Kirche San Marco al Molo (Genua) zugerechnet. Bald übertraf er seinen Lehrer Ansaldo jedoch „wenn nicht im Kolorit, so doch an Anmut und Empfindung“.

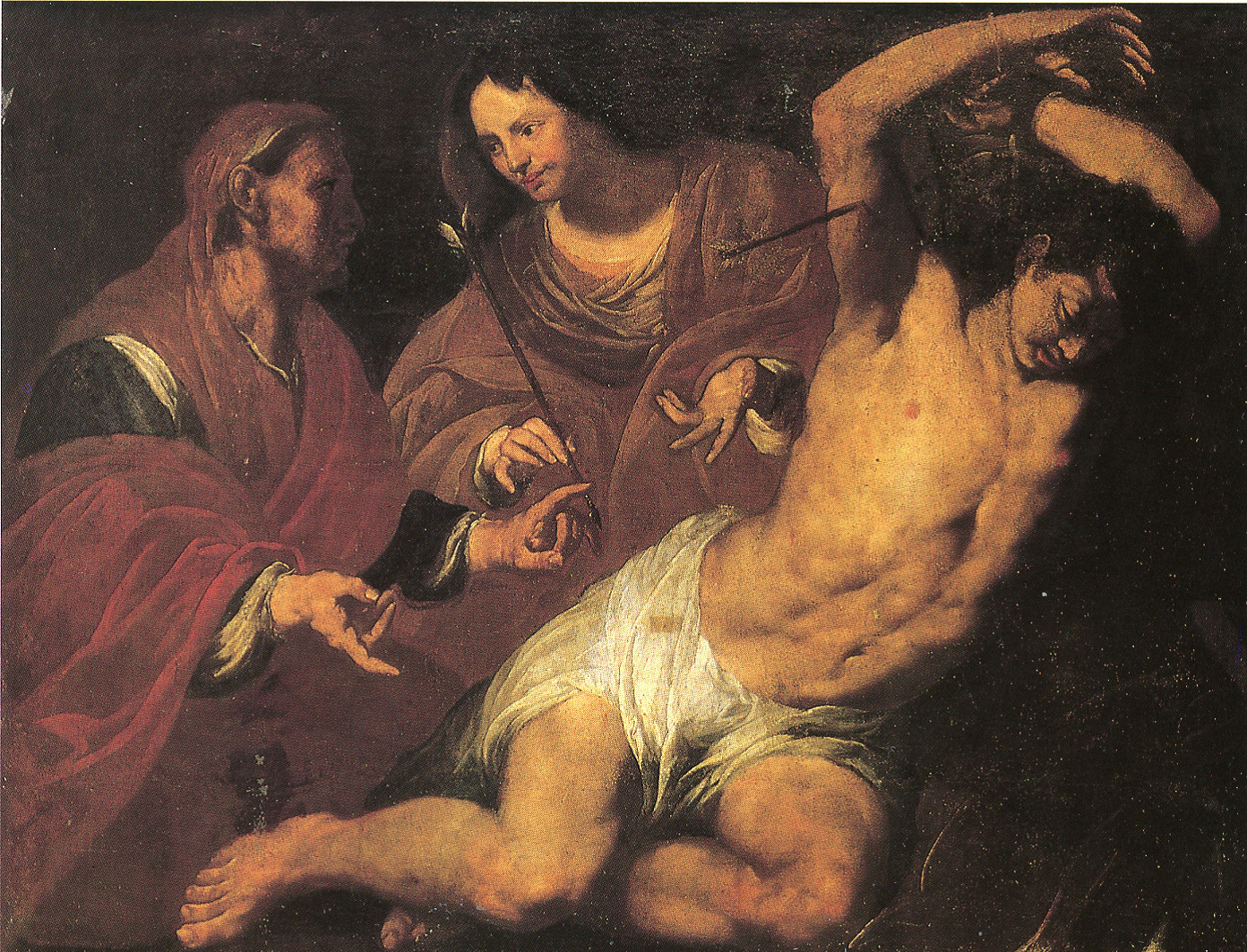
Die hl. Irene heilt den hl. Sebastian, 1634–1639, Chiesa di Sant’Antonio da Padova dei Cappuccini, Cagliari (hier: Ausstellung im Palazzo Ducale, Genua, 2015)

Orazio De Ferrari folgte in seiner Kunst einem seiner Zeit modernen Tenebrismus in der Nachfolge Caravaggios und insbesondere einiger Maler, die selber vorübergehend in Genua gewirkt haben, wie Simon Vouet oder Orazio Gentileschi. Manche Werke Orazio De Ferraris (besonders solche mit grausamen Inhalten wie mehrere Ecce homos u. a.) ähneln Gemälden von Assereto, der ebenfalls ein Schüler Ansaldos war, und mit dem es bei manchen unsignierten Bildern Zuschreibungsprobleme gibt. Aber insgesamt tendierte De Ferrari mehr zu einer zurückhaltend edlen Eleganz und Weichheit und ließ sich darin deutlich von Van Dyck und wahrscheinlich auch von Mailänder Malern wie insbesondere von Giulio Cesare Procaccini inspirieren (von dem es viele Bilder in genuesischen Sammlungen gab). Sein Pinselstrich ist locker und frei; typisch ist auch eine Vorliebe für die Darstellung kostbarer Stoffe. Seine Kunst zeigt auch Affinitäten zu Bernardo Strozzi und Giovanni Andrea De Ferrari (mit dem er im Übrigen nicht verwandt war), ist jedoch nicht ganz so lieblich und gefühlsbetont.
Außer in Genua schuf Orazio De Ferrari viele Altarbilder für Kirchen in Ligurien, in Orten wie Chiavari, Celle Ligure, Sanremo, Albenga, Loano, Pietra Ligure, Toirano und Varazze. Nach dem Tode von Ansaldo im August 1638 malte De Ferrari dessen unvollendetes Bild Tod der Madonna für die später zerstörte Kirche San Francesco in Castelletto zu Ende.

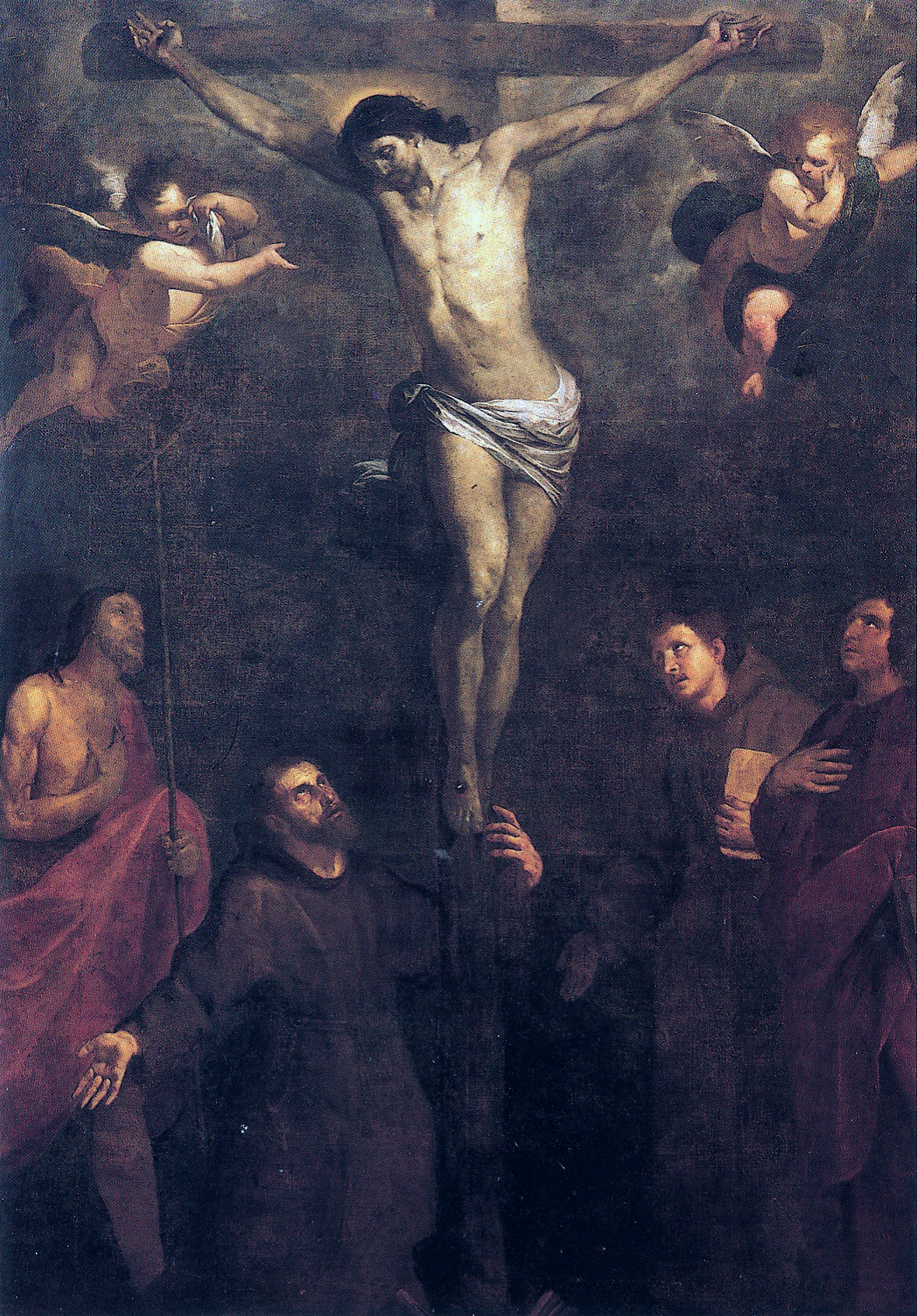
Kreuzigung Jesu mit Heiligen, ca. 1639–1649, Pinacoteca Nazionale, Cagliari

De Ferraris erstes erhaltenes datiertes Gemälde ist das Letzte Abendmahl für das Refektorium des Klosters Nostra Signora del Monte in Genua, mit der Signatur „Horat D. Ferr. F. 1641“. Dieses kann – zusammen mit der etwa gleichzeitig entstandenen Madonna mit Kind, dem Apostel Petrus, Johannes Evangelist und anderen Heiligen für die Gemeindekirche in Loano – als ein Schlüsselwerk in der stilistischen Entwicklung des Malers angesehen werden, wo er zugunsten größerer Natürlichkeit eine Vereinfachung seiner Kompositionen vornimmt. Longhi (1979, S. 17) bezeichnete dies als „barocco naturalistico“ („naturalistischer Barock“). Die Farbpalette De Ferraris hellte sich gegen Ende auf.
Zu seinen bekanntesten Werken gehören das große Letzte Abendmahl (4,57 × 7,90 m) in der Sakristei von San Siro in Genua und Der hl. Augustinus wäscht Christus die Füße in der  Accademia Ligustica (Genua), das er ursprünglich für die Chiesa del Crocifisso in Genua gemalt hat.
Das Altarbild Der hl. Jakob weiht Petrus Martyr zum Bischof von Prag im Oratorio di San Giacomo della Marina (Genua) tragt die Signatur: „Horat. d. Fer. s. F/1647“ und ist ebenfalls ein wichtiger Referenzpunkt für die Datierung anderer Werke von Orazio De Ferrari.
1651–1652 folgte er einem Ruf des Fürsten Onorato II. Grimaldi nach Monaco, für den er Freskenzyklen über Herkules und Alexander den Großen in der Galerie und im Thronsaal des dortigen Palazzo Grimaldi malte, die jedoch im Großen und Ganzen schlecht erhalten und schwer zu beurteilen sind. Den Kontakt nach Monaco verdankte er höchstwahrscheinlich Aurelia Spinola, der aus Genua stammenden Schwiegertochter Onoratos II. und Frau von dessen kurz zuvor verstorbenem Sohn Ercole Grimaldi. De Ferrari verkaufte auch andere Werke und antiquarische Objekte an Honoré II. von Monaco und wurde von diesem im November 1652 mit der Verleihung der Collane des Ordre de Saint-Michel geehrt. Einige spätere Werke signierte der Maler daher entsprechend als „Cavaliere“ (Ritter), wie beispielsweise die Anbetung der Hirten mit dem hl. Franziskus im Albergo dei Poveri in Genua, welche die Signatur trägt: „Il Cavall. Orat. De Ferrari F. 1653“.

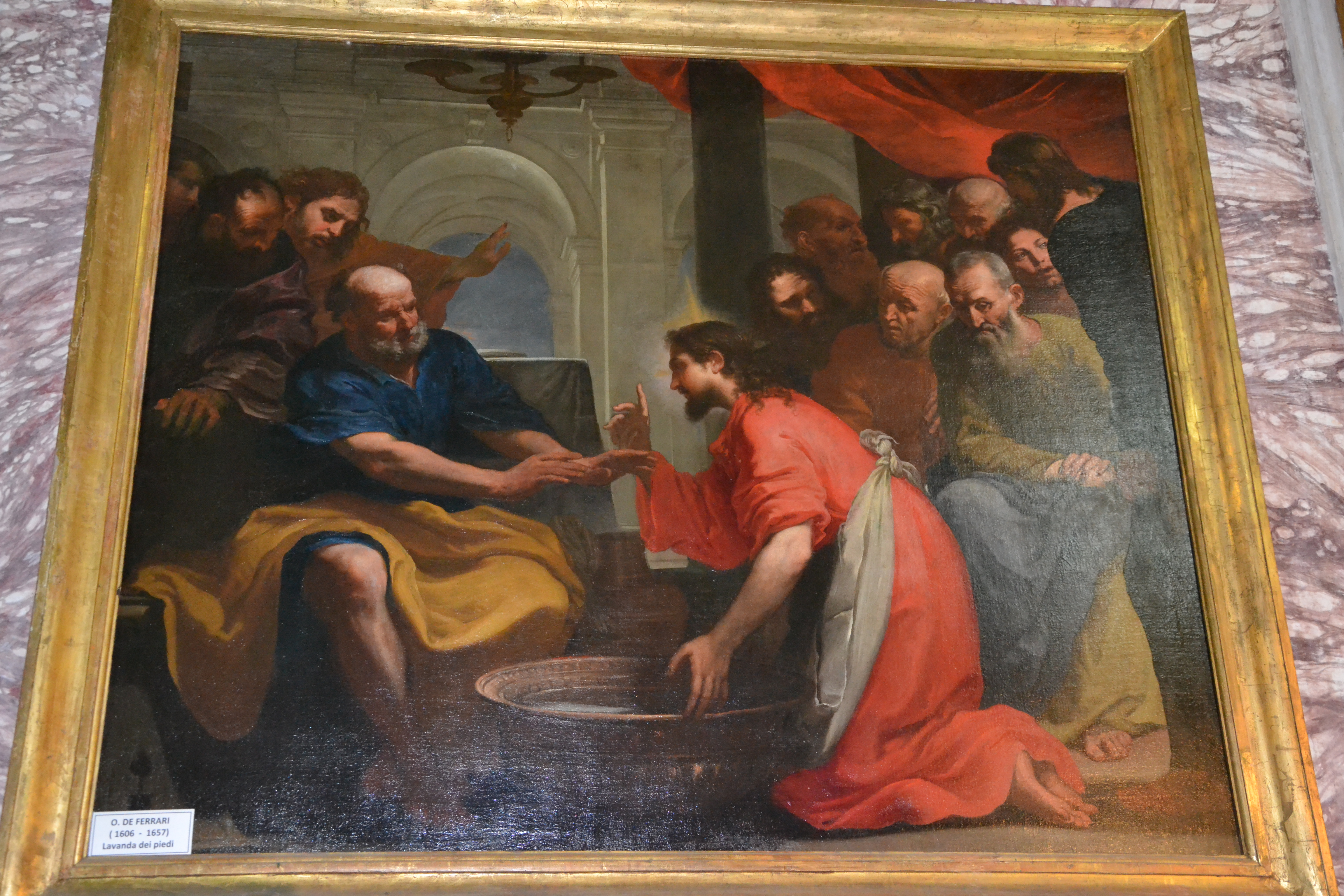
Fußwaschung, um 1650, Chiesa di San Francesco da Paola, Genua

De Ferrari malte auch einige Fresken in den Genueser Kirchen San Vito, Sant’Andrea, San Siro und San Vittore, die jedoch heute alle verschwunden sind.
Der letzte Auftrag seines Lebens war ein Zyklus über das Heilige Antlitz Christi („del Santo Volto“) für die Kirche San Bartolomeo degli Armeni in Genua, den er jedoch nicht mehr beenden konnte. Von den ursprünglich vier Bildern De Ferraris sind nur drei erhalten: Ananias versucht im Auftrag König Abgars vergeblich, das Bildnis Christi zu malen, Ananias erhält von Christus das Schweißtuch mit seinem Antlitz und Ananias überreicht König Abgar das von ihm gemalte Heilige Antlitz Christi. Das dritte Bild aus der Reihe, De Ferraris Traum des Ananias, ist heute bedauerlicherweise verloren.
Orazio De Ferrari und seine gesamte Familie starben während der Pestepidemie, die 1656–1657 in Genua wütete und auch viele andere Menschenleben auslöschte.

## Bildergalerie

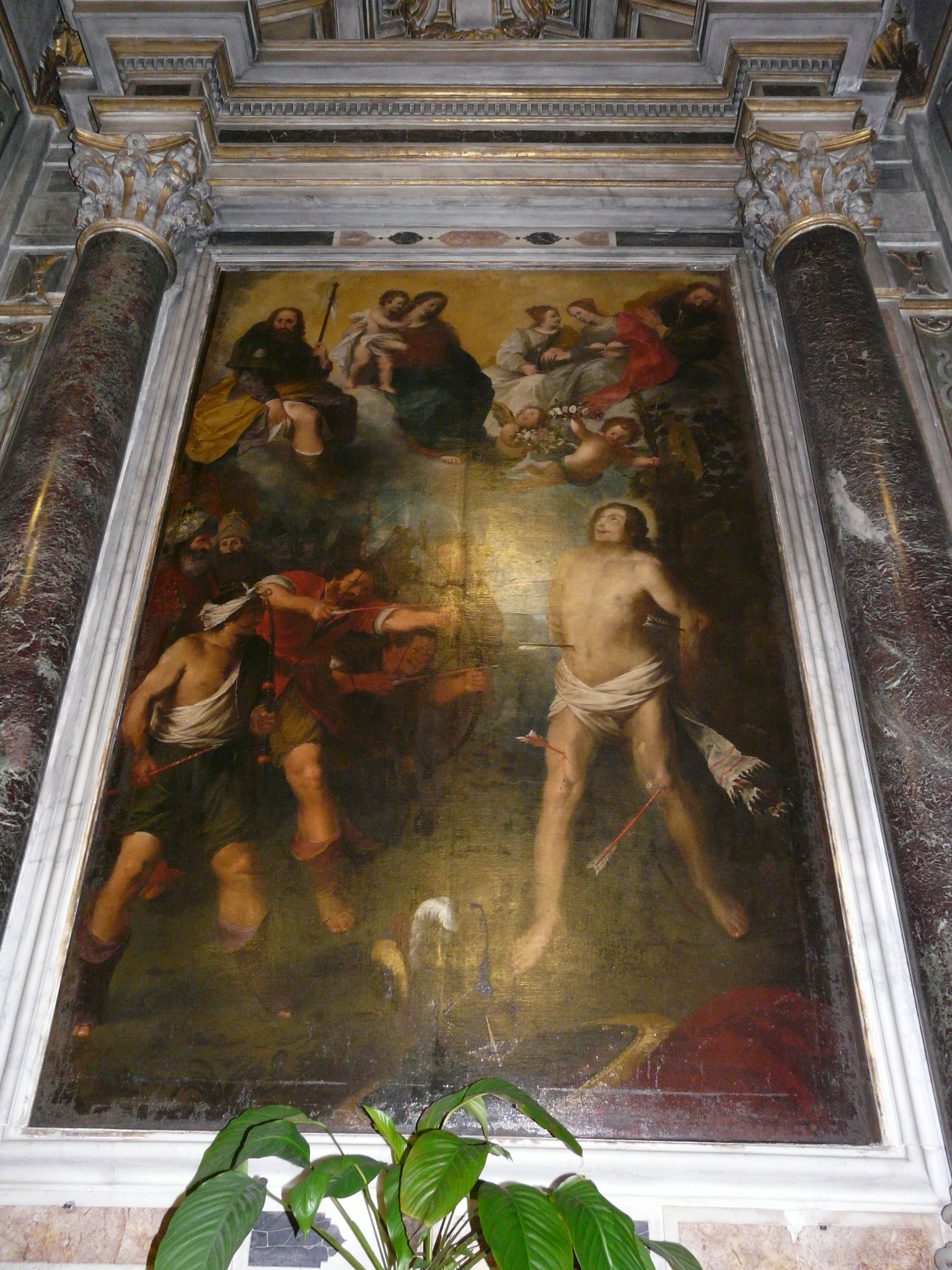
Martyrium des hl. Sebastian mit der Madonna und Heiligen, um 1630 (?), Santi Nicolò ed Erasmo, Voltri
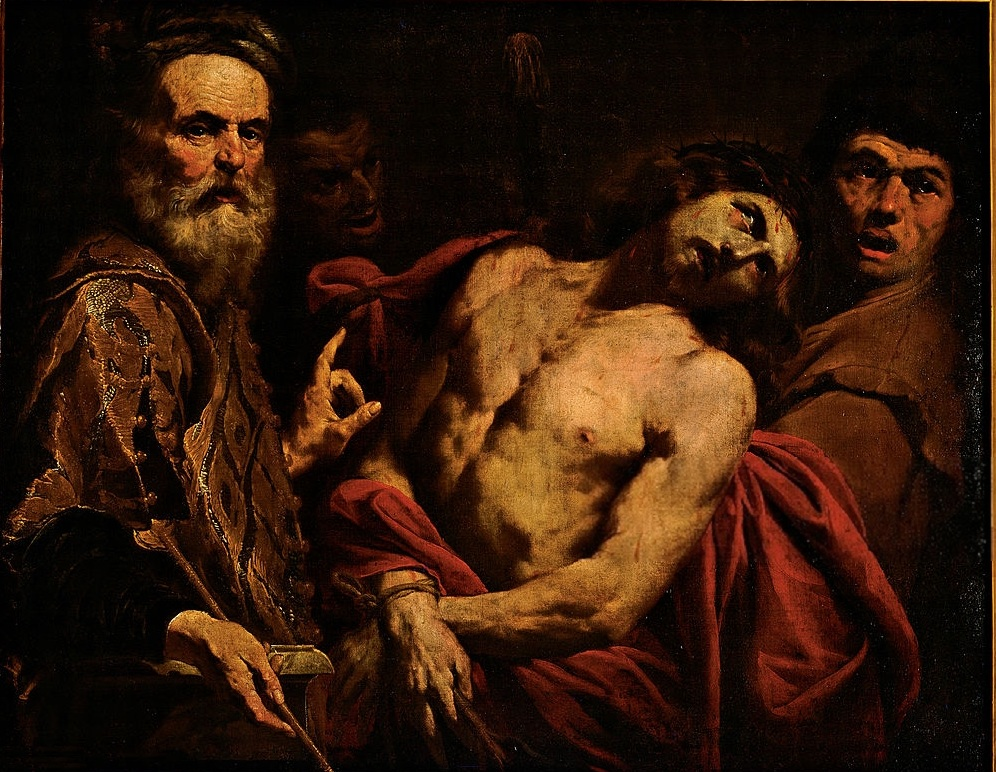
Ecce Homo, 1638 (?), Pinacoteca di Brera, Mailand
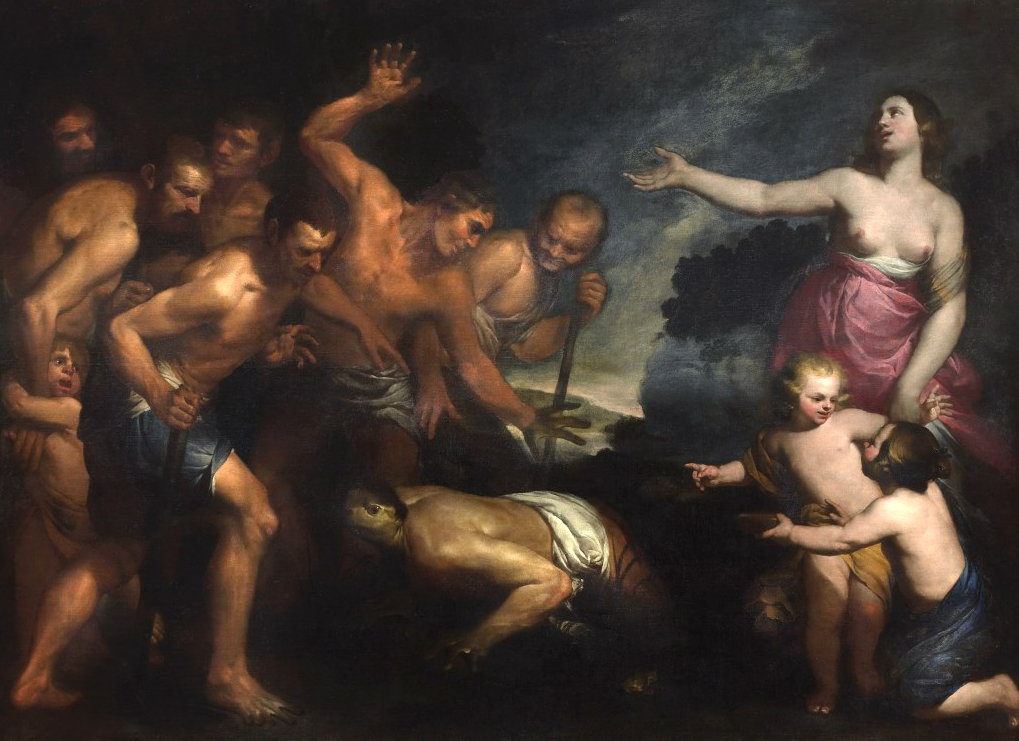
Latona und die lykischen Bauern, um 1640, Öl auf Leinwand, 193 × 261 cm, Privatsammlung
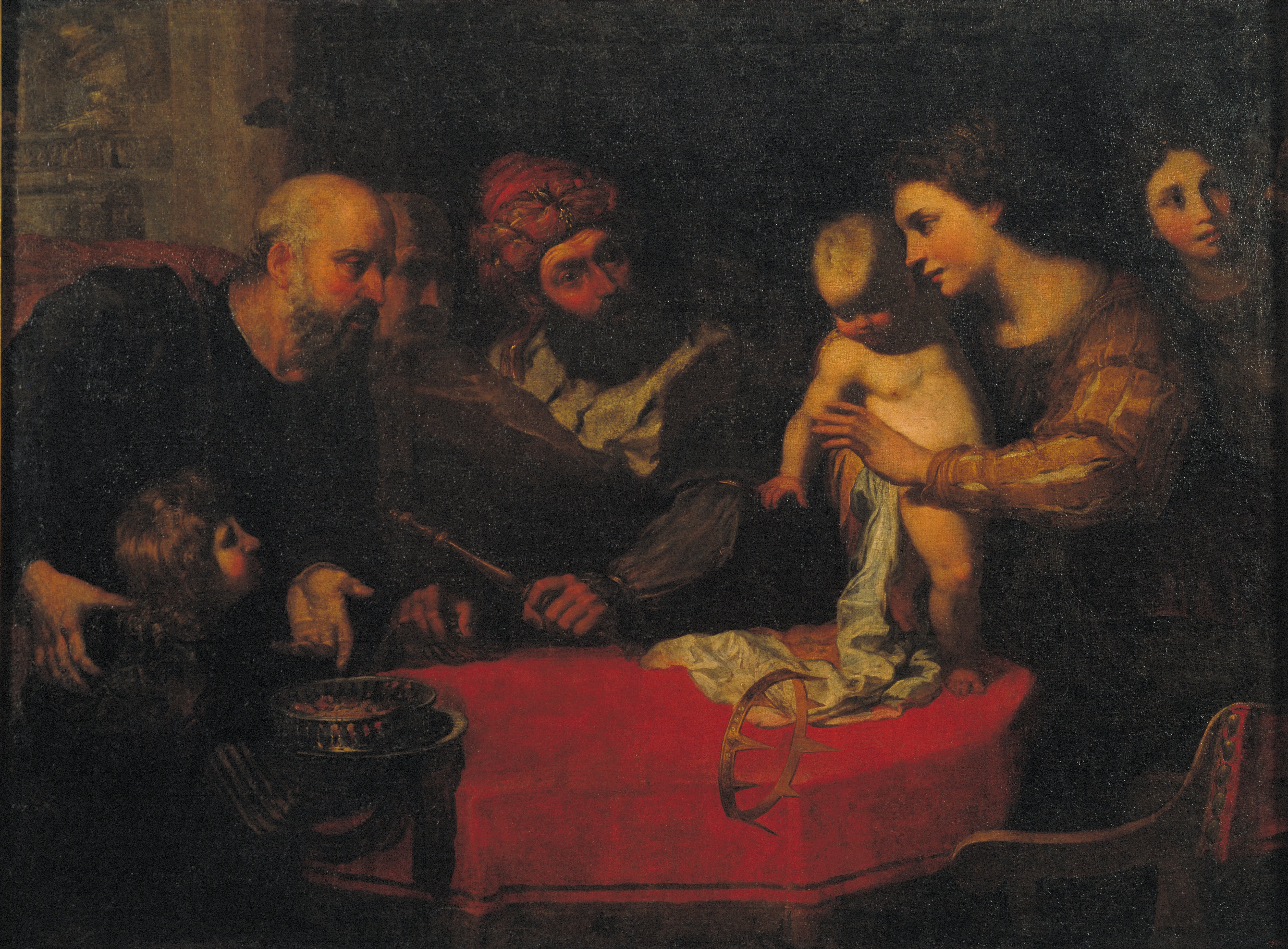
Der Mosesknabe wirft die Krone des Pharaohs weg, Öl auf Leinwand, 1,26 × 1,68 cm, Museu Nacional d’Art de Catalunya, Barcelona
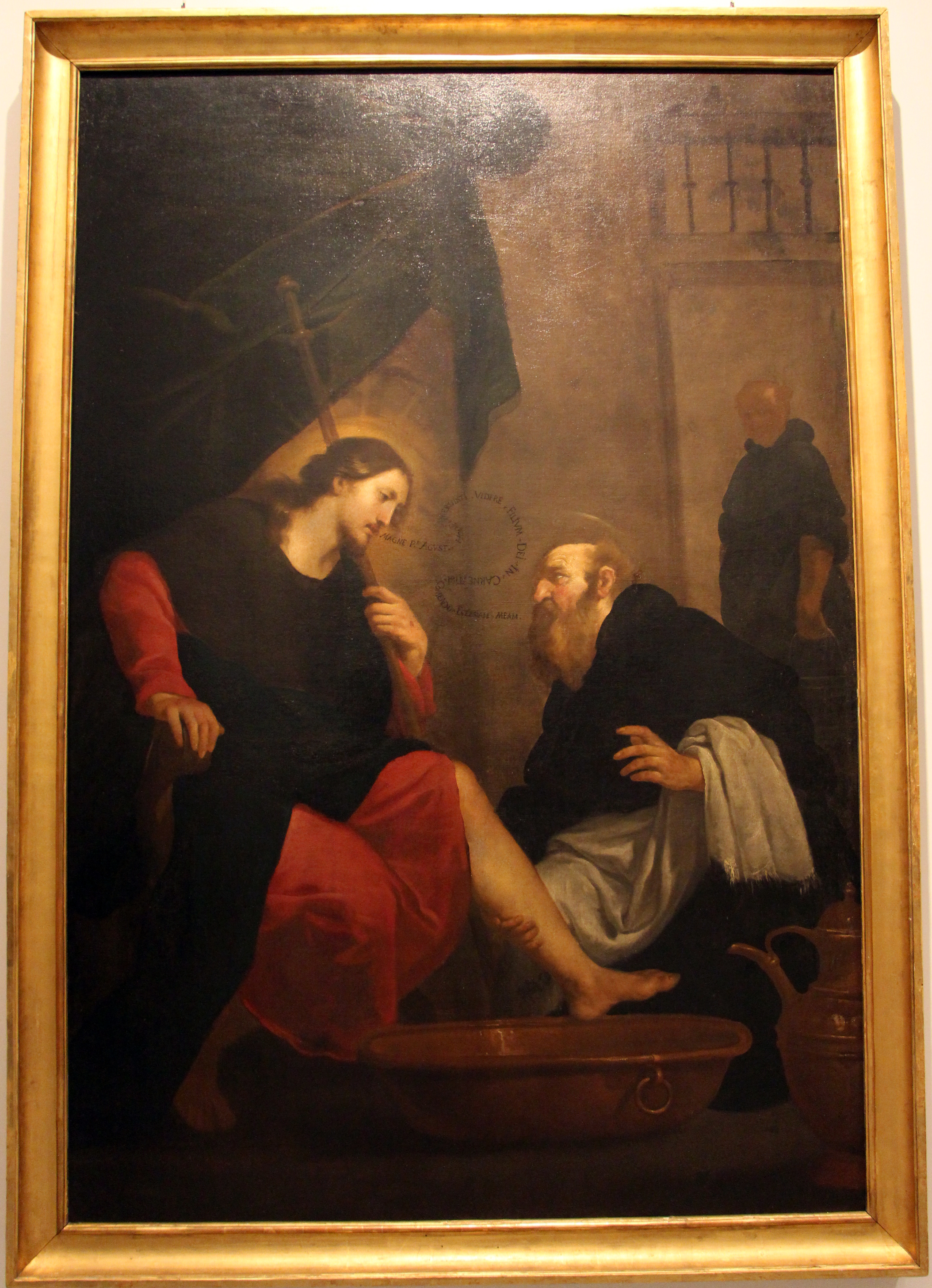
Der hl. Augustinus wäscht Christus die Füße, ca. 1650, Accademia Ligustica, Genua

## Werke (Auswahl)
- Martyrium des hl. Sebastian, um 1630, SS. Nicolò ed Erasmo, Voltri (durch spätere Restaurierungen ruiniert)
- Madonna mit Kind und den Hl. Hieronymus und Simon Stock, um 1630, Sant’Ambrogio, Voltri
- Mystische Hochzeit der hl. Katharina, um 1630/1634, San Marco al Molo, Genua
- Enthauptung des Täufers, Gemeindekirche (parrocchiale) von Montoggio
- Anbetung der Hirten und Anbetung der Könige, (einst in San Vittore, Genua) heute in der Kirche San Carlo, Genua
- Der hl. Nicolò da Tolentino in Anbetung der Madonna, Sant’Agostino, Genua (?)
- Hl. Petrus, vor 1640 (einst in der Cappella Vacca von San Giacomo di Rupinaro, Chiavari), heute: San Giovanni, Chiavari
- Madonna mit Kind und den Hl. Felice da Cantalice, Michael und Lucia, 1646, Gemeindekirche von Arenzano
- Madonna mit Kind und den Hl. Petrus, Johannes Evangelist u.a., nach 1640, Gemeindekirche von Loano
- Letztes Abendmahl, signiert und datiert („Horat D. Ferr. F. 1641“), im Refektorium des Klosters Nostra Signora del Monte, Genua
- Letztes Abendmahl, 4,57 × 7,90 m, Sakristei von San Siro, Genua
- Der hl. Jakob weiht Petrus Martyr zum Bischof von Prag, signiert und datiert 1647 („Horat. s. Fer. s. F/1647“), Oratorio di San Giacomo della Marina, Genua
- Die Madonna del Pilar erscheint dem hl. Jakobus, um oder nach 1647 (?), Oratorio di San Giacomo della Marina, Genua
- Fußwaschung, San Francesco da Paola, Genua
- Der hl. Augustinus wäscht Christus die Füße, (urspr. in der Chiesa del Crocifisso, Genua) Accademia Ligustica, Genua
- Opferung des Isaak, Palazzo vescovile, Udine
- Opferung des Isaak, Pinacoteca di Ascoli Piceno
- Christus heilt einen Blindgeborenen, Palazzo Bianco, Genua
- Christus heilt einen Blindgeborenen, Bildergalerie der Cassa di risparmio di Genova e Imperia, Genua
- Christus und die Ehebrecherin, Palazzo Bianco, Genua
- Ecce Homo, Brera, Mailand
- Ecce Homo, Palazzo Torriglia, Chiavari
- Ecce Homo, Galleria Corsini, Rom (früher Van Dyck zugeschrieben)
- Ecce Homo, Privatsammlung, Genua
- Martyrium des hl. Laurentius, Museo nazionale di Cagliari
- Martyrium des hl. Laurentius, Privatsammlung
- Opferung des Isaak, Pinacoteca di Savona (früher Gioachino Assereto zugeschrieben)
- Werke im Palazzo Grimaldi, Monaco, 1651–1652:
  - 14 Lünetten aus dem Leben des Herkules, Fresken in der Galerie
  - Zyklus über Alexander den Großen und Tierkreiszeichen, Fresken im Thronsaal (schlecht erhalten)
- Anbetung der Hirten mit dem hl. Franziskus, signiert und datiert 1653 („Il Cavall. Orat. De Ferrari F. 1653“), Albergo dei poveri in Genua
- Tod des hl. Joseph, signiert und datiert 1654 („… Oratius De Ferr.i 1654.“), Gemeindekirche, Sestri Levante
- Vier Bilder aus dem Zyklus des Heiligen Antlitzes Christi („del Santo Volto“) in der Kirche San Bartolomeo degli Armeni, Genua:
  - Ananias versucht im Auftrag König Abgars vergeblich, das Bildnis Christi zu malen,
  - Ananias erhält von Christus das Schweißtuch mit seinem Antlitz,
  - Ananias sieht im Traum das Heilige Antlitz von Flammen umgeben, (heute verloren !)
  - Ananias überreicht König Abgar das von ihm gemalte Heilige Antlitz Christi.